# Hagakyrkan, Göteborg
Hagakyrkan, ursprungligen Nya Kyrkan, är en kyrkobyggnad som tillhör Haga församling i Göteborgs stift. Den ligger på gränsen mellan stadsdelarna Haga och Vasastan i Göteborgs kommun.

## Historik

### Förhistoria
År 1668 utlovades, att gudstjänst skulle hållas varje söndag inom förstadens område under förutsättning att man anställde en kaplan och stod för gudstjänstlokal. En sådan hittade man vid Gamla Varvet, där Hagas första gudstjänster hölls. Redan år 1670 hade hagaborna begärt att få uppföra en kyrka på en tomt vid Stigberget, "en liten plan ovanför Stegeberget öster söder ut," men fick nej av Kungl. Maj:t.

### Finansiering
I början av 1840-talet startade arkitekten Victor von Gegerfelt en insamling som gav 24 000 riksdaler, men eftersom pengarna inte skulle räcka beslutades på en sockenstämma att dessa skulle återgå. Först den 3 november 1852 startade den insamling som skulle leda till den färdiga kyrkan. Hagakyrkan byggdes ursprungligen som annexkyrka till Göteborgs domkyrka, men blev moderkyrka då Haga församling bildades den 1 maj 1883. Församlingens första kyrkoherde var hovpredikanten Erik Klingstedt (1843-1917). Starkt pådrivande för kyrkans uppförande var den dåvarande domprosten i Göteborg, Johan Henrik Thomander.
Berget som kyrkan står på hette på 1600-talet Tysktölskullan eller Tistelskullan. Tomten som kyrkan står på kallas "Sprängkullen" (namnet efter den på platsen omfattande stenbrytningen i början av 1800-talet, då Nya Haga skulle anläggas) och området för "Hasselbladska ängen", efter Carl Henrik Hasselblad som skänkte en del av sin arrendemark till kyrkobygget. Kyrkobygget finansierades dels med stadsanslag, dels genom donationer av David Carnegie d.y. med 56 000 kronor och av köpmannen Simon Ahrenberg med 11 000 kronor. Totalkostnaden för kyrkan uppgick till 150 000 kronor. Carnegie införskaffade ritningar till en kyrka från "Society for promoting the enlargement, building and repairing of churches and chapels in England och Wales". Dessa ritningar, som alltjämt finns bevarade i Haga församling, omarbetades av arkitekten Edelsvärd och hans nya ritningar fastställdes den 13 juni 1856.

### Uppförandet
Uppförandet av Hagakyrkan påbörjades i mars 1856 och slutfördes 1859. Kyrkan, men även predikstolen och altarskranket ritades av arkitekten Adolf W. Edelsvärd. Ansvariga för bygget var byggmästare Johan Joachim Ernst Dähn, snickaremästare A. Bark, fabrikör G. Michaeli, målaremästarna Ahlin och Strandman, bildhuggare Ahlborg, med flera.

### Invigning
Hagakyrkan var tänkt att invigas den fjärde böndagen, 9 oktober 1859, men det rådde brist på präster som kunde upprätthålla gudstjänsterna, och därför blev det först adventssöndagen den 27 november 1859 som domprosten Peter Wieselgren, assisterad av sex präster som var iförda mässkrudar, kunde inviga Hagakyrkan. Den samtida kritiken var enhällig, och Viktor Rydberg skrev "särskilt erbjuder kyrkans inre, med dess mera begränsade rymder, något fridfullt och manande till andakt. Nu äntligen reser sig över husmassorna ännu ett torn, väl icke så högt som tyska kyrkans och domkyrkans, men kraftigare, bestämdare, andäktigare än de. Och denna andakt uttrycker sig i den nya Hagakyrkans hela arkitektur".

### Renoveringar
År 1970 genomgick kyrkan en omfattande renovering, under ledning av arkitekten Sven Brolid, då hela kyrkan ommålades invändigt samt nya bänkar installerades, med mera. I samband med renoveringen ordnades ett dopkapell i korets sydöstra del, där dopljusstaken skänktes av den lettiska församlingen, som haft Hagakyrkan som sitt andliga hem sedan 1947. Biskop Bertil Gärtner återöppnade kyrkan den 22 november 1970.
År 2003 ombyggdes kyrkans kor. De främre bänkpartierna togs bort och möjliggjorde därmed plats för körer och orkestrar. Vid ombyggnaden anskaffades ett fristående altare, versus populum, så att avståndet mellan församling och altare minskade. Dopkapellet togs bort och där står idag kyrkans ljusbärare. Dopen förrättas i det nedre koret nära församlingen.

## Kyrkobyggnaden

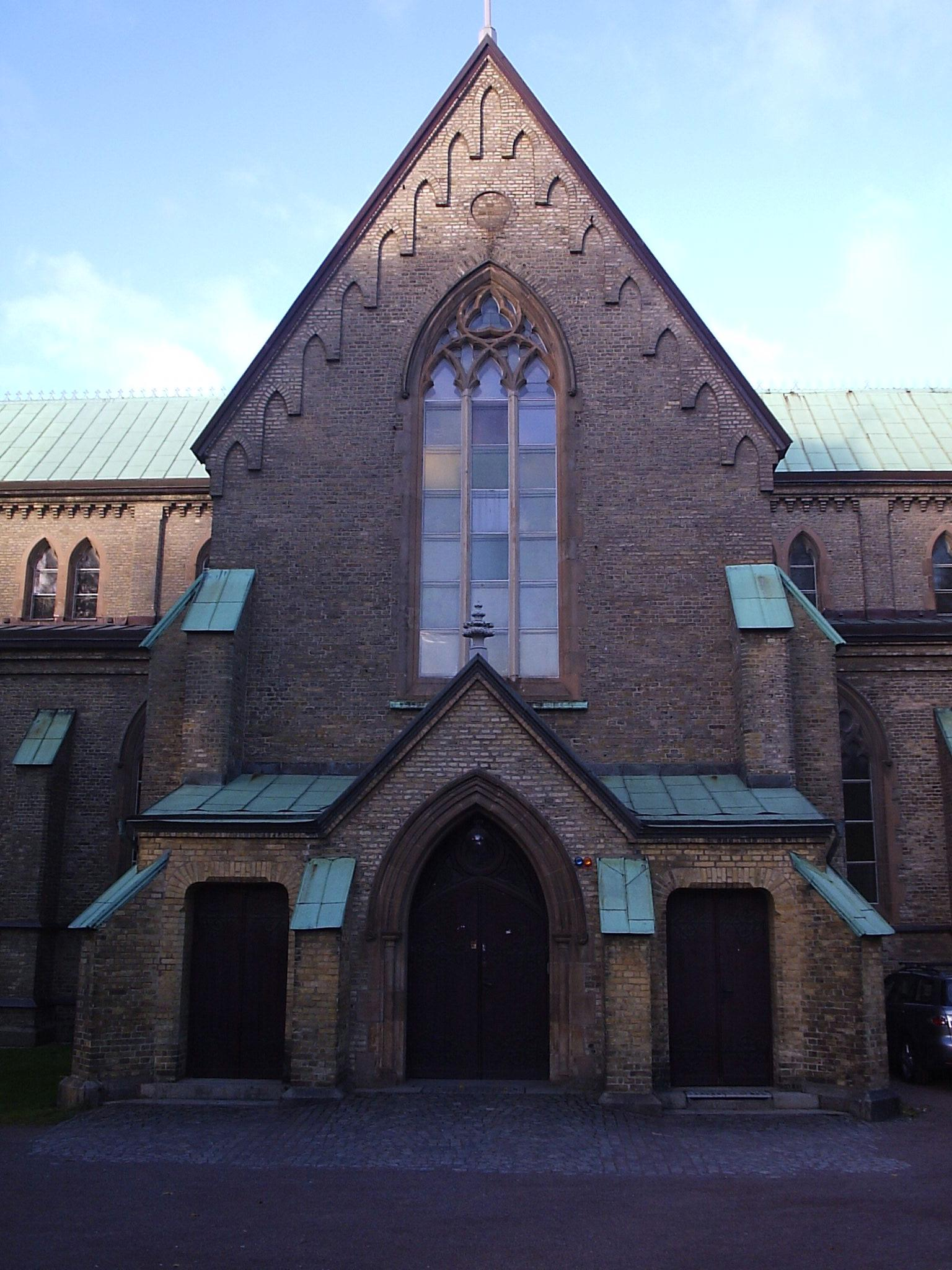
Södra korsarmen

Hagakyrkan är byggd efter engelska mönsterritningar, och är en av Sveriges första kyrkor i nygotisk stil, byggd som treskeppig basilika med korsarmar och tresidig koravslutning samt torn. Sakristia byggdes till 1956 efter ritning av Sigfrid Ericson med detaljritningar av Erik Holmdal. Korfönstrens målningar är utförda av konstnären Albert Eldh, där det mittersta tillkom 1924, de två därintill 1934 och de två återstående 1935. Grunden är av huggen granit från Råda socken i Västergötland. Murverket är av flensburgtegel, utvändigt klätt med gult klinker. Portaler och fönster är av finhuggen sandsten, importerad från Edinburgh.
Kyrktornet som är 49 meter högt omges av fyra småspiror, upptill avslutade av finhuggen sandsten. Själva tornspiran bär ett kors av förgylld koppar. År 1887 sattes en mindre takryttare upp över koret i samband med en förbättring av ventilationsanläggningen.
Kyrkan har 300-400  sittplatser, men rymmer cirka 550 personer. Kyrkan är 46 meter lång och 16 meter bred (23,4 meter i tvärskeppet), med ett 49 meter högt torn som avslutas med ett 3 meter högt kors i förgylld koppar. Korsarmarna är 26 meter. Träskulpturerna runt predikstolen har utförts av bildhuggaren Carl Ahlborn och föreställer de fyra evangelisterna.

## Inventarier

### Klockor
Kyrkklockorna skänktes 1882 av handlanden Anders Fredrik Nilsson (firma Fiedler & Lundgren) och göts vid Götaverken. 
Lillklockan väger 1 150 kg och storklockan väger 2 367 kg. De nuvarande slagklockorna kom på plats år 1882 och väger 363 respektive 242 kg. Även de är gåvor och gjutna vid Göteborgs Mekaniska Verkstad. Tornuret tillkom 1913. Klockorna ringde för första gången den 1 oktober 1882.
Storklockan har inskriptionen: "Halleluja. Lofven Gud i hans helgedom. Lofven honom med välklingande cymbaler. Allt det anda hafver lofve Herran. Halleluja. Davids psalm 150." Lillklockan har inskriptionen: "I dag, om I fån höra Guds röst, så förhärden icke edra hjärtan. Ebr. 3:73."
En ny lillklocka installerades den 1 september i Hagakyrkans torn, då den gamla var i dåligt skick och behövde bytas ut. Klockan togs i bruk den 11 september, då även tal hölls av kyrkoherde Ebbe Hagard.

### Orglar och organister

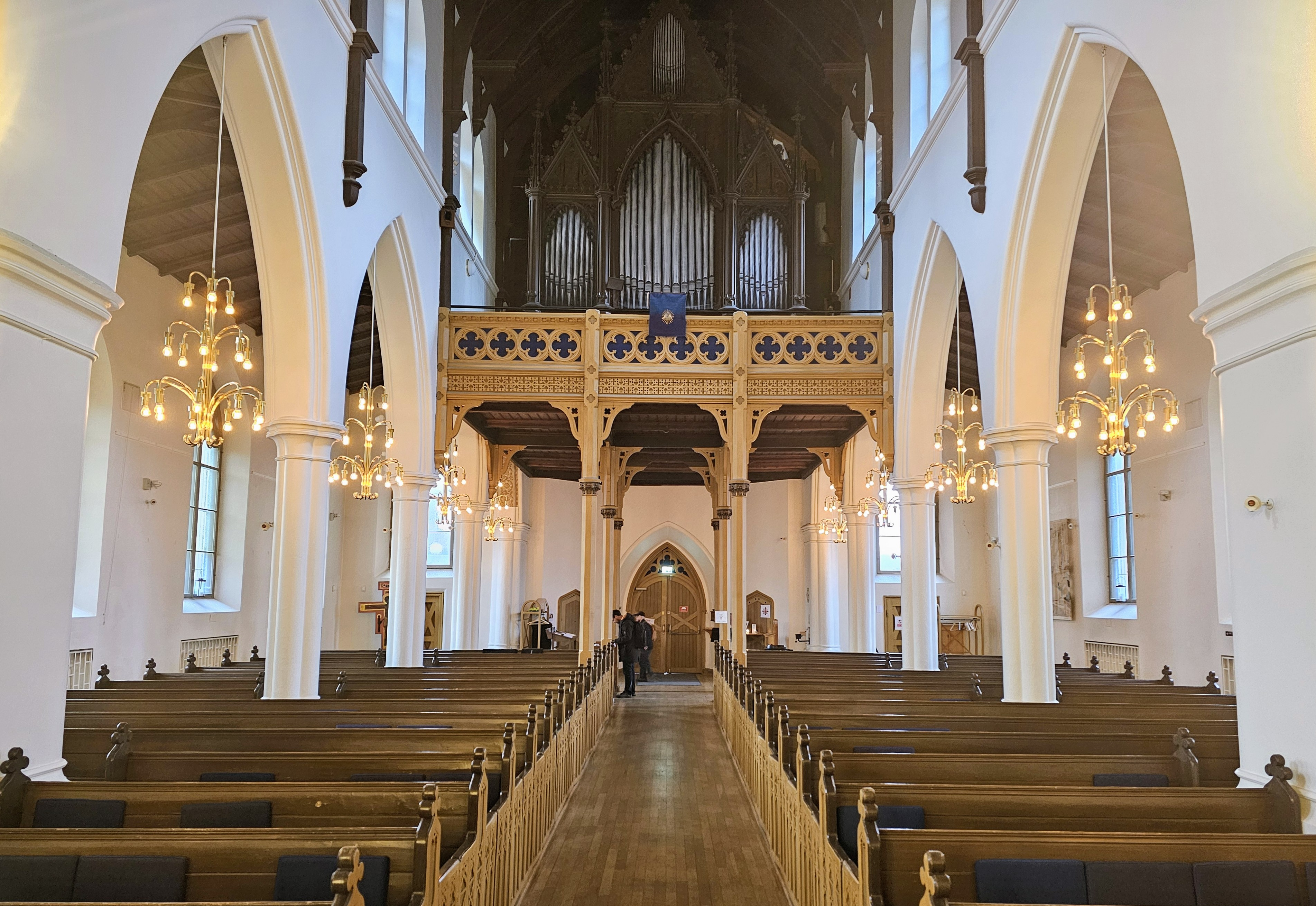
Västra delen av kyrkan med den äldre orgeln.

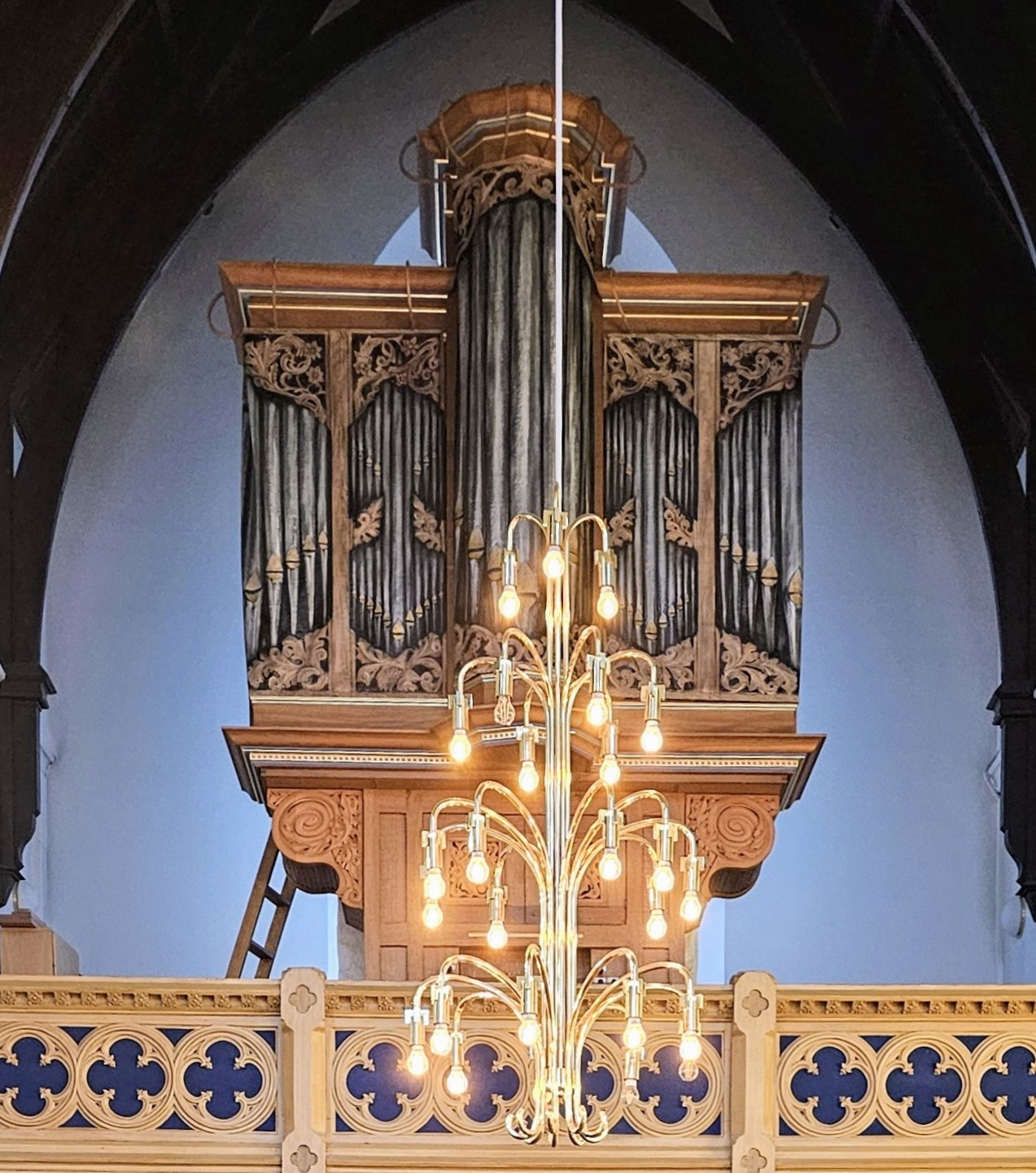
Brombaugh orgel

- Västorgeln är ursprungligen tillverkad 1861 av Marcussen & Søn och hade då 36 stämmor. Den byggdes därefter om 1911 till rörpneumatik av Johannes Magnusson och 1956 av samma firma samt restaurerades 2002−2004 av Åkerman & Lund Orgelbyggeri. Orgeln innehåller material från 1861 och flera av stämmorna är ovanligt välbevarade. Instrumentet har nu 38 stämmor fördelade på tre manualer och pedal.[14]
- På den norra läktaren står sedan 1992 en orgel inspirerad av den nordtyska barockstil som dominerade också i Sverige under 1600-talet. Den är byggd av John Brombaugh i USA och har 23 stämmor och två transmissioner på två manualer och pedal.[15][16]
- Hagakyrkans första organist var Per Johan Ållander, som anställdes 1861. Den första kantorn var Carl H Olsson, anställd 1863. Första klockaren var C Olsson.

#### Diskografi
Inspelningar av musik framförd på kyrkans orglar.
- Jul i Haga / Karin Nelson plays Christmas music on the unique Brombaugh-organ in the Haga church, Göteborg, Sweden. CD. Proprius PRCD 9101. 1993.
- An organ portrait : improvisation and north German masters / William Porter playing on the unique Brombaugh-organ in the Haga church, Göteborg, Sweden. CD. Proprius PRCD 9102. 1993.
- Rund um die Welt. Volume 1 / Vogel, Harald, orgel. CD. Organeum OC-19601. 1996. Inspelad 1993.
- Trumpet och orgel / Niklas Eklund, Marc Ullrich, trumpet ; Knut Johannessen, orgel ; Mats Klingfors, fagott ; Tormod Dalen, violoncell. (The art of the baroque trumpet ; 2). CD. Naxos 8.553593S. 1996.

### Andra inventarier

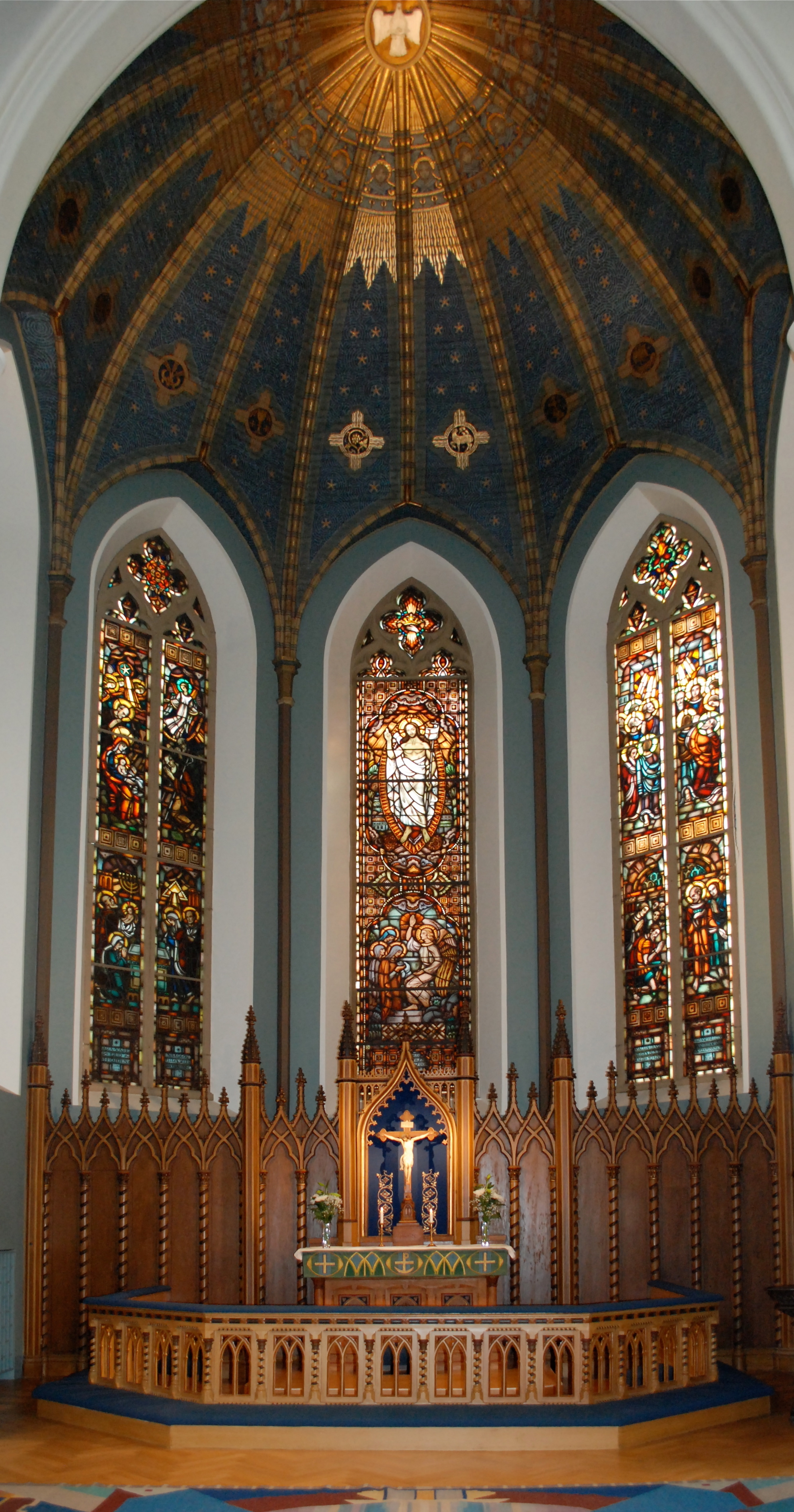
Altaret

När kyrkan firade sitt 25-årsjubileum 1884 fick den av okända givare motta ett vackert och dyrbart korfönster med inbrända glasmålningar, tillverkat av P. G. Heinesdorffs fabrik för kyrkoornamentik i Berlin. Vid samma tillfälle skänktes en ljuskrona av mässing, som fick sin plats i koret, samt uret mitt för predikstolen. Kyrkans taxeringsvärde 1889 var 150 000 kronor.
På halvsekeldagen 1909 fick kyrkan två förgyllda vinkannor av äkta silver, försedda med kartuscher, som återger kristusmonogrammet — I. H. S. — i kyrkans altartavla.

## Kapellet i Haga
Kapellet i Haga rymde cirka 75 personer. Det var sjökaptenen och redaktören Thure Rinman, därtill ledamot av Haga kyrkoråd, som inredde sin vind till ett kapell i de Dicksonska bostäderna på Haga Östergata 5 i Haga. Då familjen Rinman 1932 skulle arrangera ett bröllop för sin son, lyckades de av någon anledning inte hitta en lämplig lokal att förlägga vigseln till i någon av stadens kyrkor. Av brandsäkerhetsskäl upphörde kapellet i slutet av 1930-talet.